# Le Code de la conscience
Le Code de la conscience est un ouvrage paru en 2014 du neuropsychologue Stanislas Dehaene qui expose, comme son nom l'indique, les dernières découvertes scientifiques au sujet de la conscience à partir de sa Théorie de l'espace de travail neuronal global, et sa « vision fonctionnaliste de la conscience ». 

## Sommaire
Introduction : La matière de la pensée
1. Quand la conscience entre au laboratoire
2. Sonder la profondeur de l'inconscient
3. A quoi sert la conscience ?
4. Les signatures de la pensée consciente
5. Théoriser la conscience
6. L'épreuve de vérité
7. L'avenir de la conscience

## Éditions
- Le Code de la conscience, Paris, Odile Jacob, coll. « Sciences », 2014, 427 p. (ISBN 978-2738131058, lire en ligne),